# Томас и другари: Велика трка
Томас и другари: Велика трка (енгл. Thomas & Friends: The Great Race) британско је рачунарски-анимирана мјузикл хумористички авантуристички филм из 2016. у продукцији Arc Productions и дистрибуцији HIT Entertainment. То је филм Томас и другари у франшизи. У филму глуме Џозеф Меј, Џон Хејслер, Кери Шејл, Кит Викам, Тина Десаи, Руфус Џонс, Расмус Хардикер и Џон Шваб.